# Ернст Казимир I (Изенбург и Бюдинген)
Вижте пояснителната страница за други личности с името Ернст Казимир.
Ернст Казимир I фон Изенбург и Бюдинген (на немски: Ernst Casimir I zu Ysenburg und Büdingen; * 20 януари 1781, Бюдинген; † 1 декември 1852, Бюдинген) е граф като Ернст Казимир III и 1. княз на Изенбург и Бюдинген в Бюдинген. Той е бригаден генерал на Велико херцогство Хесен.

## Биография
Той е син на граф Ернст Казимир II фон Изенбург-Бюдинген-Бюдинген (1757 – 1801) и съпругата му графиня Елеонора фон Бентхайм-Щайнфурт (1754 – 1827), дъщеря на граф Карл Паул Ернст фон Бентхайм-Щайнфурт (1729 – 1780) и принцеса Шарлота София фон Насау-Зиген (1729 – 1759). Внук е на принц Ернст Дитрих фон Изенбург-Бюдинген-Бюдинген (1717 – 1758) и принцеса Доротея Вилхелмина фон Изенбург-Бирщайн (1723 – 1777).
При смъртта на баща му през 1801 г. Ернст Казимир е малолетен и майка му е негов опекун до 1804 г. Той учи в академията в Карлсруе. След това започва военна служба в Маркграфство Баден. Като бригаден генерал участва на страната на алииртната анти-наполеонска войска в освободителните войни против Наполеонова Франция. През 1826 г. е първият президент на Първата камера на Великото херцогство Хесен. Той става масон.
На 9 април 1840 г. великият херцог Лудвиг II фон Хесен го издига на княз. През 1848 г. княз Ернст Казимир I се отказва от управлението в полза на синът му Ернст Казимир II.

## Фамилия
Ернст Казимир I се жени на 10 май 1804 г. в Цвингенберг за графиня Фердинанда фон Ербах-Шьонберг (* 23 юли 1784, Цвингенберг; † 24 септември 1848, Бюдинген), дъщеря на граф Густав Ернст фон Ербах-Шьонберг (1739 – 1812) и графиня Хенриета Христиана фон Щолберг-Щолберг (1753 – 1816). Те имат децата:
- Ернст Казимир II (1806 – 1861), княз на Изенбург и Бюдинген, женен на 8 септември 1836 г. в Беерфелден за графиня Текла фон Ербах-Фюрстенау (1815 – 1874)
- Густав (1813 – 1883), пруски дипломат и генерал-лейтенант, женен на 31 октомври 1840 г. в Мозбах при Майнц за графиня Берта фон Холебен (1818 – 1904)
- Аделхайд (1805 – 1873)
- Мария (1808 – 1872), омъжена на 10 май 1829 г. в Бюдинген за княз Лудвиг фон Золмс-Хоензолмс-Лих (1805 – 1880)
- Матилда (1811 – 1886)
- Ида фон Изенбург-Бюдинген-Бюдинген (1817 – 1900), омъжена на 20 октомври 1836 г. в Бюдинген за граф Райнхард фон Золмс-Лаубах (1801 – 1870), син на граф Фридрих Лудвиг Христиан фон Золмс-Лаубах
- дъщеря (*/† 1821)
- дъщеря (*/† 1822)